# Maserati 8CM
El Maserati 8CM es un automóvil monoplaza de competición construido por Maserati desde 1933 hasta 1935.

## Contexto general y en competición

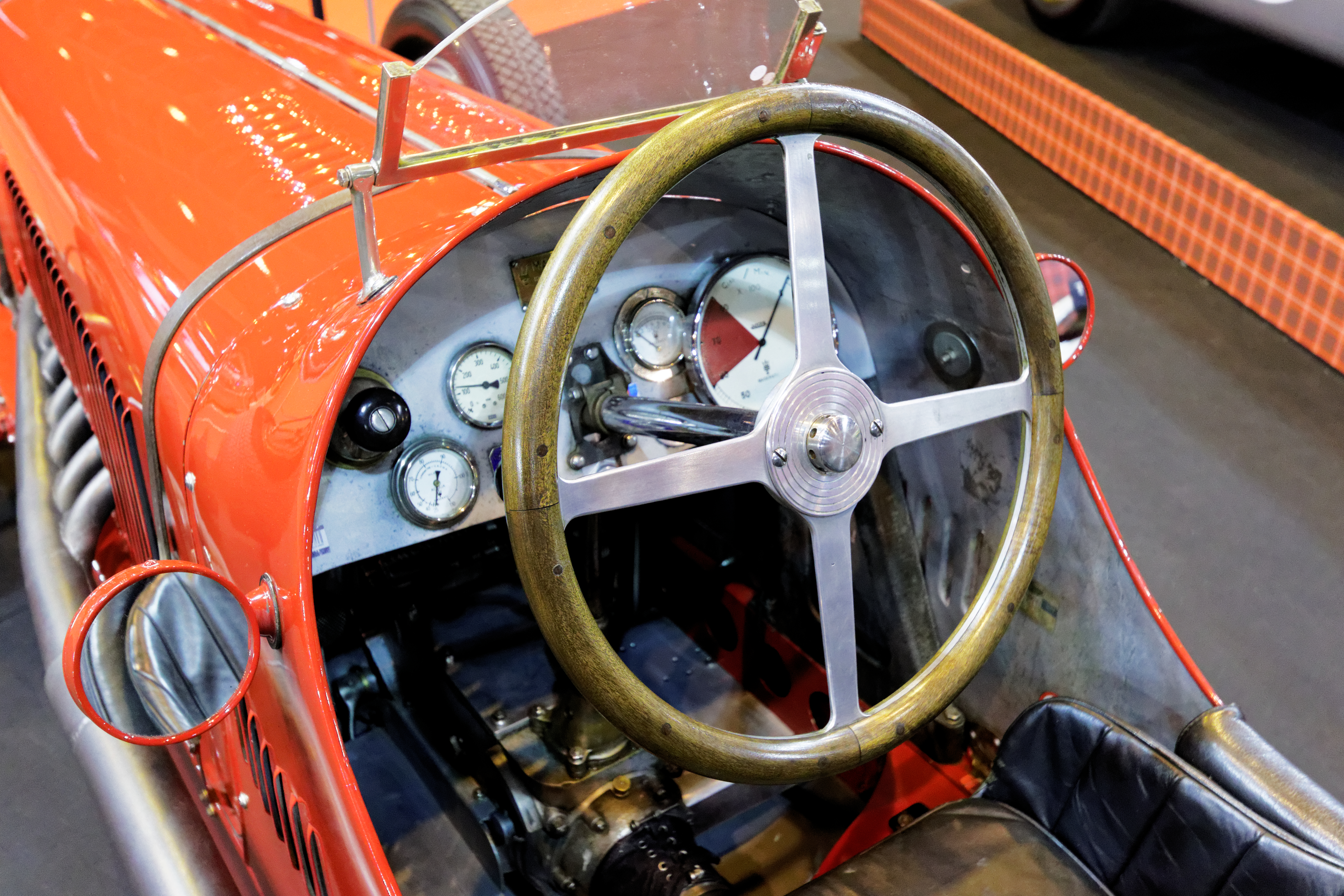
Habitáculo

El modelo estaba caracterizado por un potente motor de 8 cilindros y por un sistema de frenos de tambor de gran diámetro (400 mm). Estas características eran un problema para el ligero y elástico chasis, derivado de la estructura del 4CM 1100. Los esfuerzos mecánicos sobre el chasis eran de hecho muy fuertes, comprometiendo la estabilidad del vehículo. Giuseppe Campari se quejó de este problema, pero en aquella época Maserati estaba más centrada en el desarrollo de un propulsor potente que en optimizar el equilibrio general del coche.
El modelo pasó a ser más competitivo gracias al rediseño de la parte anterior del chasis solicitada por Tazio Nuvolari. En 1934, la longitud de este último componente, en la sección próxima al habitáculo, se elevó a 850 mm, según las reglas de la nueva Fórmula Internacional. Después de estas modificaciones, y conducidos por pilotos privados, los 8CM conquistaron buenos resultados en las competiciones. Ese mismo año también se redujo el peso, que pasó de 785 kg a 750 kg.
El coche debutó en el Gran Premio de Túnez en 1933 y, en ese año ganó entre otras competiciones el Gran Premio de Bélgica, pilotado por Nuvolari. En 1934-1935, sin embargo, no pudo seguir el ritmo de los Alfa Romeo, Mercedes y Auto Union, y fue reemplazado por el modelo V8RI.

## Características técnicas
El encendido era sencillo, con magneto de las marcas Bosch o Scintilla. La alimentación era forzada y estaba abastecida por un compresor tipo Roots acoplado con un carburador de la marca Weber modelo 55AS1, este último montado por encima del compresor. La distribución era de dos válvulas por cilindro, dispuestas en V a 90°, con doble árbol de levas en cabeza. La lubricación estaba forzada con una bomba de impulsión y recuperación. El sistema de refrigeración estaba resuelto por circulación de agua mediante una bomba centrífuga.
El motor disponía de ocho cilindros verticales en línea, con una cilindrada de 2991,4 cm³. El diámetro y la carrera eran respectivamente de 69 mm y de 100 mm, mientras que la relación de compresión estaba comprendida entre 5,26:1 y 6,35:1. La potencia máxima del propulsor estaba comprendida entre los 220 y los 240 CV a 5500 rpm..
Los frenos de tambor sobre las ruedas estaban accionados hidráulicamente, mientras que la dirección disponía de un tornillo sin fin y de un engranaje dentado. Las suspensiones estaban formadas por ballestas, amortiguadores de fricción, pivotes y barras estabilizadoras. La transmisión estaba compuesta de una caja de cuatro velocidades y marcha atrás.
La carrocería monoplaza era de aluminio, mientras que el chasis estaba formado por dos largueros con perfiles transversales de acero.
La velocidad máxima estaba comprendida entre los 220 y los 250 km/h.